# Ustînivka, Malîn
Ustînivka (în ucraineană Устинівка) este localitatea de reședință a comunei Ustînivka din raionul Malîn, regiunea Jîtomîr, Ucraina.

## Demografie
Componența lingvistică a localității Ustînivka
     Ucraineană (98,06%)
     Rusă (1,94%)
Conform recensământului din 2001, majoritatea populației localității Ustînivka era vorbitoare de ucraineană (98,06%), existând în minoritate și vorbitori de rusă (1,94%).